# Járdánháza
Járdánháza là một thị trấn thuộc hạt Borsod-Abaúj-Zemplén, Hungary. Thị trấn này có diện tích 11,25 km², dân số năm 2010 là 1832 người, mật độ 163 người/km².